# Stenopteryg
Stenopteryg (Stenopterygius) – ichtiozaur z rodziny Stenopterygiidae.
Żył we wczesnej i na początku środkowej jury (aalen) na terenach obecnej Europy. Długość ciała ok. 2-3,5 m. Jego szczątki znaleziono w Niemczech, Francji, Anglii, Belgii, Luksemburgu i być może w Szwajcarii.
Posiadał szczątkowy palec przy przedniej płetwie. Żywił się rybami i bezkręgowcami.
Gatunki stenopteryga:
- Stenopterygius quadriscissus (Quenstedt, 1856) = Stenopterygius longipes (von Wurstenberger, 1876)[2]
- Stenopterygius triscissus (Quenstedt, 1856) = Stenopterygius longifrons (Owen, 1881)[2] = Stenopterygius megacephalus von Huene, 1922[2] = Stenopterygius megalorhinus von Huene, 1922[2]
- Stenopterygius uniter von Huene, 1931 = Stenopterygius cuneiceps McGowan, 1979[2]
- Stenopterygius aaleniensis Maxwell, Fernández i Schoch (2012)[3]